# Бренда Сонг
Бренда Сонг (енгл. Brenda Song) је америчка глумица, пјевачица, плесачица, модел и текстописац. Највећу популарност је постигла у серији Зак и Коди: Живот на палуби и Апартмански живот Зека и Кодија глумећи богату девојку Лондон Типтон. Добијала је пуно новца по једној епизоди серија.

## Детињство
Рођена је у Кармајклу у Калифорнији. Волела је да тренира теквондо. Отац јој је наставник а мајка домаћица. Када је имала 6 година преселила се у Лос Анђелес гдје јој је мајка рођена.

## Каријера
Бренда је каријеру почела као дјечја манекенка. Од 1994. године професионално се бави глумом и пјевањем.